# 찬드라얀 2호
찬드라얀 2호(Chandrayaan-2)는 2008년에 발사된 찬드라얀 1호에 이은 인도의 2번째 달 탐사선이다. 달 궤도선, 달 착륙선 비크람, 로버 프라그얀으로 구성된다. 2019년 7월 22일 사티시 다완 우주 센터에서 GSLV-III 로켓으로 발사되었다. 그러나 착륙선은 연착륙에 실패했다.
2023년 7월 14일 ISRO는 안드라프라데시주 스리하리코타 우주센터에서 일본 JAXA와 공동 개발한 LVM3 로켓으로 찬드라얀 3호를 발사하였다. 달 착륙선만 인도산을 사용하고, 발사체, 로보 등 나머지는 일제를 사용했다.

## 계획
발사 후 찬드라얀 2호는 약 16일 동안 지구 궤도를 돌면서 점차 궤도를 올린 뒤 달로 향해 5일 후에는 달 궤도에 진입할 것이다. 그리고 달 궤도에 진입한지 27일이 지나면 착륙선을 보낼 것이다.

## 구성

### 달 궤도선

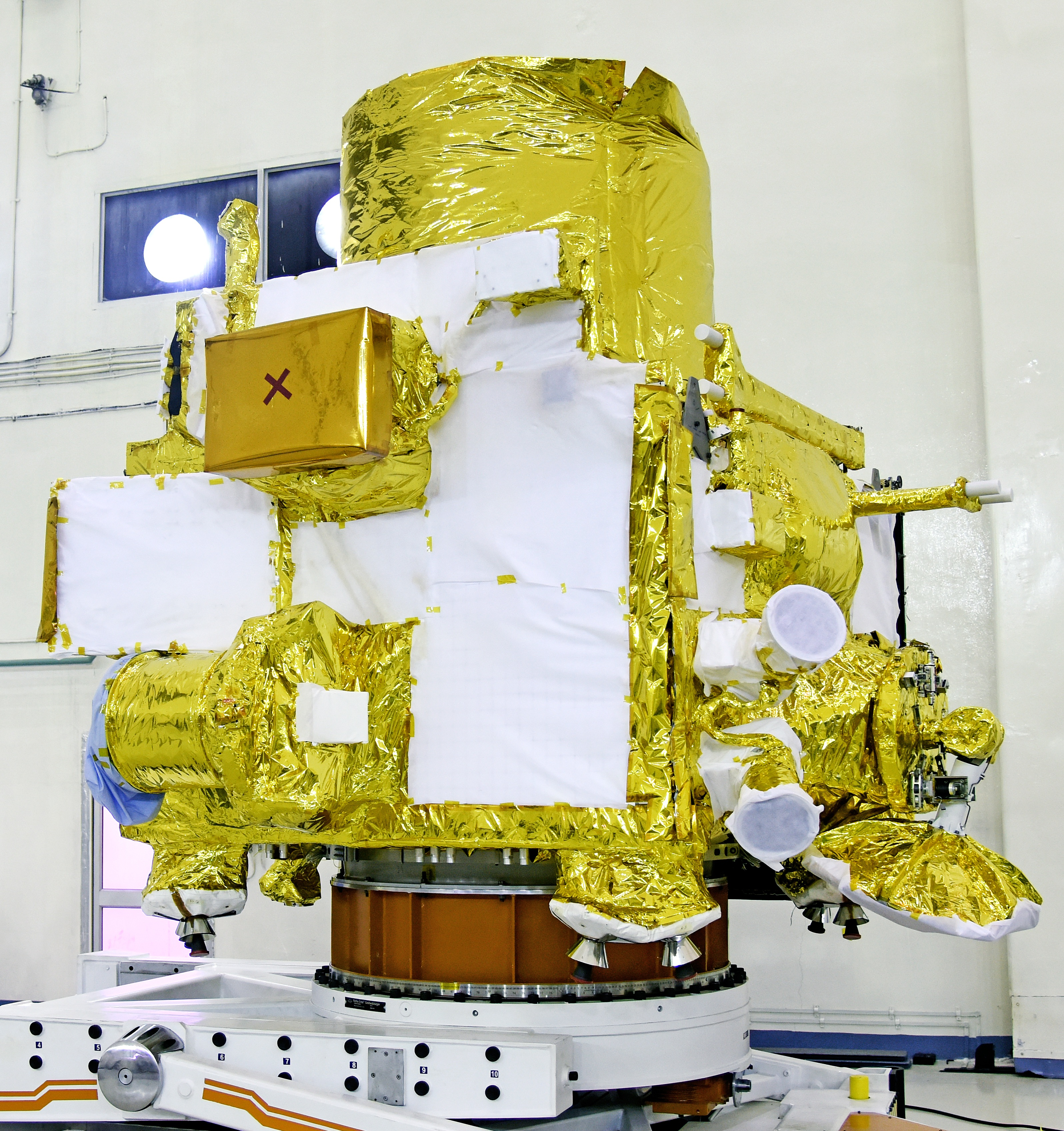
달 궤도선

달 궤도선은 1,400 kg의 무게이며, 달 고도 200 km의 궤도를 비행한다. 약 1년간 달 궤도를 돌면서 미션을 수행할 계획이다. 아폴로 11호의 아폴로 사령기계선은 14.69톤이었다. 10배 정도 무게 차이가 난다.

### 비크람

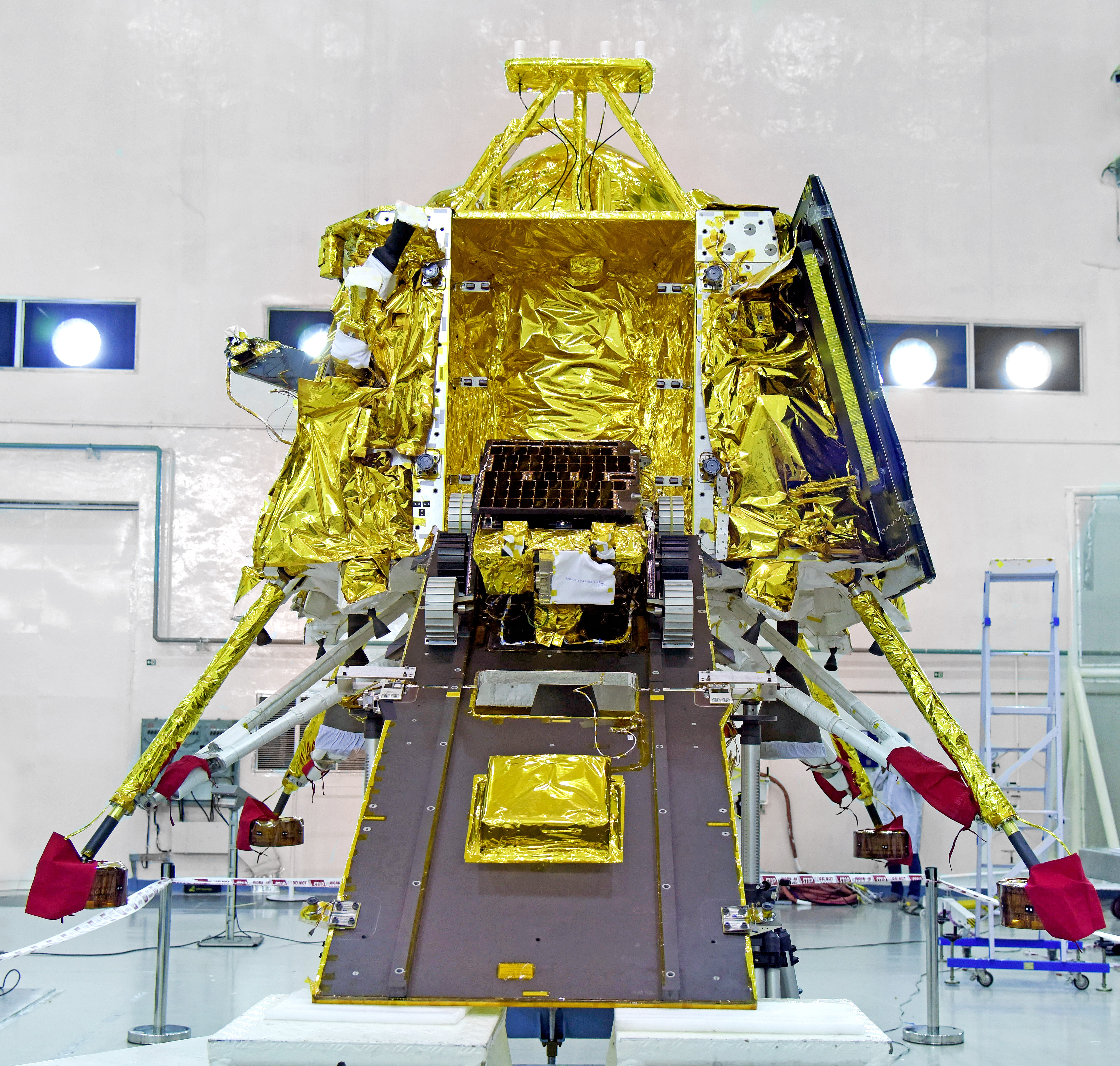
비크람 달착륙선과 프라그얀 로버

1971년에 사망한 인도 우주 프로그램의 아버지 비크람 사라바이를 기리기 위해 이름 지어진 달 착륙선이다. 찬드라얀 1호는 달에 충돌하는 방식으로 달 탐사를 하였지만, 찬드라얀 2호는 소프트 랜딩을 하여 로버를 내려놓는다. 착륙선과 로버는 1,250 kg 무게이다. 아폴로 11호의 달착륙선은 16.4톤이었는데, 10여배 가볍다.
계획대로라면 9월 6일에 달의 남극 부근에 착륙할 예정이다. 지구 시간으로 14일가량 임무를 수행할 예정이다.
착륙선에 위치 파악에 사용될 NASA가 제공한 레이저 반사경을 비롯해서 8개의 장비를 탑재할 예정이다.
2019년 9월 7일, 비크람 달착륙선이 달 남극 표면에 착륙을 시도하던 중, 지상 2 km 상공에서 지구와 교신이 두절되었다. 하루 뒤에 달 표면에서 발견되었다. 경착륙을 했다고 ISRO는 한다. 미국, 러시아, 중국에 이어 네 번째로 달 착륙에 도전한 것인데, 이번 실패로 달 지표면의 탐사 작업은 수행할 수 없게 되었다.

### 프라그얀
달 탐사 로버인 프라그얀은 비크람과 함께 지구 시간으로 14일가량 임무를 수행할 예정이다. 무게는 20kg이며, 태양에너지로 작동한다. 프라그얀은 산스크리트어로 지혜를 뜻한다.

## 같이 보기
- 창어 3호 - 2013년 중국은 달 궤도선, 달 착륙선, 로버를 발사했다.
- 셀레네 2호 - 일본은 달 궤도선, 달 착륙선, 로버를 발사할 계획이다.
- 한국형 달 탐사선 - 대한민국은 달 궤도선을 발사할 계획이다.